# Day of the Tentacle
Day of the Tentacle (również jako Maniac Mansion II: Day of the Tentacle) – komputerowa gra przygodowa z 1993 roku opracowana i wydana przez LucasArts. Jest to kontynuacja gry Maniac Mansion z 1987 roku. Fabuła opowiada o Bernardzie Bernoullim i jego znajomych Hoagie i Laverne, którzy próbują powstrzymać fioletową mackę przed przejęciem władzy nad światem. Gracz przejmuje kontrolę nad trójką i rozwiązuje zagadki, korzystając z podróży w czasie, aby poznać różne okresy historii.
Dave Grossman i Tim Schafer pracowali razem jako projektanci gry, po raz pierwszy będąc w takiej roli. Duet przeniósł niektóre elementy z Maniac Mansion i zrezygnował z aspektu wyboru postaci, aby uprościć produkcję. Inspiracją dla twórców gry były kreskówki Chucka Jonesa i historia Stanów Zjednoczonych. Day of the Tentacle była ósmą grą LucasArts, w której wykorzystano silnik SCUMM.
Gra zdobyła uznanie krytyków i sukces komercyjny. Krytycy w swych recenzjach skupili się na kreskówkowej oprawie graficznej i elementach komediowych. Day of the Tentacle pojawia się na listach najlepszych gier. Wersja odświeżona Day of the Tentacle została opracowana przez studio Schafera Double Fine Productions i została wydana 22 marca 2016 roku.

## Fabuła
Pięć lat po wydarzeniach z Maniac Mansion fioletowa macka – zmutowany potwór i asystent laboratoryjny stworzony przez szalonego naukowca dr Freda Edisona – pije toksyczny szlam z rzeki za laboratorium dr Freda. Szlam powoduje, że macce rosną ramiona, staje się mądrzejsza i pragnie władzy. Dr Fred planuje rozwiązać problem, zabijając fioletową mackę i jej nieszkodliwego, przyjaznego brata zieloną mackę, który wysyła prośbę o pomoc do swojego starego przyjaciela, Bernarda Bernoulliego. Bernard przyjeżdża do rodzinnego motelu Edisona ze studentką medycyny Laverne i roadie Hoagie, i uwalnia macki. Fioletowa macka ucieka i wznawia swój plan przejęcia władzy nad światem.
Ponieważ plany fioletowej macki są bezbłędne i nie do powstrzymania, dr Fred postanawia użyć swojego wehikułu czasu Chron-o-John, aby wysłać Bernarda, Laverne i Hoagie na dzień wcześniej, aby wyłączyli jego maszynę Sludge-o-Matic, chroniąc fioletową mackę przed szlamem. Dr Fred używa imitacji diamentu jako źródła zasilania wehikułu czasu, przez co Chron-o-John psuje się w działaniu. Laverne zostaje wysłana 200 lat w przyszłość, gdzie ludzkość została zniewolona, a fioletowa macka rządzi światem z rezydencji Edisona, podczas gdy Hoagie zostaje porzucony 200 lat w przeszłości, gdzie motel jest używany przez ojców założycieli jako miejsce do napisania konstytucji Stanów Zjednoczonych. Bernard powraca do teraźniejszości. Aby wykonać plan dra Freda, Bernard zdobywa diament zastępczy do wehikułu czasu, podczas gdy zarówno Hoagie, jak i Laverne muszą przywrócić zasilanie do odpowiednich kapsuł Chron-o-John, podłączając je. Hoagie werbuje Benjamina Franklina i przodka doktora Freda, Reda Edisona, do zbudowania baterii do zasilenia jego kapsuły, podczas gdy Laverne unika schwytania przez macki wystarczająco długo, aby uruchomić przedłużacz do jej jednostki. Trójka przesyła małe przedmioty tam i z powrotem w czasie przez teleport i wprowadza zmiany w historii, aby pomóc innym wykonać ich zadania.
W końcu Bernard wykorzystuje rodzinne oszczędności dra Freda pochodzące z tantiem z serialu telewizyjnego Maniac Mansion, aby kupić prawdziwy diament, podczas gdy jego przyjaciołom udaje się zasilić swoje maszyny Chron-o-John. Wkrótce cała trójka łączy się w teraźniejszości. Przybywa fioletowa macka, porywa Chron-o-John i zabiera je do poprzedniego dnia, aby uniemożliwić im wyłączenie maszyny; jest ścigany przez Zieloną Mackę w innej kapsule. Bernard, Hoagie i Laverne używają kapsuły, by ścigać macki w przeszłości, podczas gdy dr Fred bezużytecznie próbuje ich ostrzec przed użyciem kapsuły razem, nawiązując do filmu Mucha. Po przybyciu, trójka opuszcza kapsułę i odkrywa że zostali połączeni w trójgłowego potwora. Tymczasem fioletowa macka użyła wehikułu czasu, aby przenieść niezliczone wersje siebie z różnych momentów w ten sam dzień, aby zapobiec dezaktywacji Sludge-o-Matic. Bernard i jego przyjaciele pokonują fioletowe macki strzegące maszyny i wyłączają ją. Wracając do teraźniejszości, dr Fred odkrywa, że cała trójka wcale nie została zamieniona w potwora, ale po prostu utknęła w tym samym zestawie ubrań; Następnie dr Fred prosi aby opuścili jego dom. Gra kończy się, gdy napisy końcowe przetaczają się nad amerykańską flagą w kształcie macek.

## Rozgrywka
Day of the Tentacle to kontynuacja dwuwymiarowej gry przygodowej z gatunku wskaż i kliknij Maniac Mansion. Gracze kierują postaciami, za pomocą myszki. Aby wejść w interakcję ze światem gry, gracze wybierają spośród zestawu dziewięciu poleceń pokazanych na ekranie (takich jak „podnieś”, „użyj” lub „rozmawiaj”), a następnie na obiekcie w świecie gry. Była to ostatnia gra na stworzona na silniku SCUMM, która korzystała z oryginalnego interfejsu, w którym dolna część ekranu była zajęta przez wybór poleceń i ekwipunek; Począwszy od następnej gry, w której wykorzystano SCUMM Sam & Max Hit the Road, silnik został zmodyfikowany tak, aby przewijać większą listę czasowników prawym przyciskiem myszy i mieć ekwipunek na osobnym ekranie.
Day of the Tentacle wykorzystuje podróże w czasie; Na początku gry trzej główni bohaterowie są rozdzieleni w czasie przez efekty wadliwego wehikułu czasu. Gracz, po rozwiązaniu określonych zagadek, może swobodnie przełączać się pomiędzy tymi postaciami, wchodząc w interakcję ze światem gry w odrębnych przedziałach czasowych. Niektóre małe przedmioty z ekwipunku można przenosić pomiędzy postaciami, umieszczając przedmiot w „Chron-o-Johns”, zmodyfikowanych toaletach, które natychmiast przenoszą przedmioty do jednego z innych okresów, podczas gdy inne przedmioty są udostępniane poprzez pozostawienie go w danym miejscu w przeszłości, a inna postać zobaczy go w przyszłości. Zmiany wprowadzone w trakcie grania w przeszłości mają wpływ na inne postacie, a wiele łamigłówek w grze opiera się na efektach podróży w czasie, starzenia się niektórych przedmiotów i zmian w strumieniu czasu. Na przykład jedna zagadka wymaga od gracza, aby w przyszłej erze, w której odniosła sukces fioletowa macka, wysłać kartę medyczną macki z powrotem do przeszłości, używając jej jako projektu flagi amerykańskiej, a następnie zebrać jedną taką flagę w przyszłość, która ma być używana jako przebranie macki, aby umożliwić tej postaci swobodne wędrowanie.
W oryginalną grę Maniac Mansion można zagrać na komputerze przypominającym Commodore 64 w grze Day of the Tentacle; zabieg ten został od tego czasu powtórzony przez innych twórców gier, ale w czasie wydania Day of the Tentacle był rzadko spotykany.

## Produkcja
Po serii udanych gier przygodowych wydawca LucasArts powierzył kierownictwo nad nową grą dwójce doświadczonych projektantów: Dave’owi Grossmanowi i Timowi Schaferowi. Obaj wcześniej asystowali Ronowi Gilbertowi przy tworzeniu The Secret of Monkey Island i Monkey Island 2: LeChuck’s Revenge, a zarząd czuł, że Grossman i Schafer są gotowi do zarządzania projektem. Firma uznała, że ich poczucie humoru dobrze pasuje do stylu Maniac Mansion, w związku z czym zasugerowano prace nad kontynuacją. Obaj projektanci zgodzili się, co dało impuls do rozpoczęcia produkcji. Gilbert i Gary Winnick, twórcy Maniac Mansion, współpracowali z Grossmanem i Schaferem przy wstępnym planowaniu i pisaniu scenariusza. Według Schafera całkowity budżet na grę wyniósł około 600 tysięcy dolarów.

### Projekt
Planując fabułę, czterech projektantów rozważyło kilka koncepcji, ostatecznie wybierając pomysł Gilberta dotyczący podróży w czasie, który ich zdaniem był najbardziej interesujący. Czwórka dyskutowała, na jakich okresach się skoncentrować, ostatecznie decydując się na wojnie o niepodległość Stanów Zjednoczonych i przyszłości. Wybór wojny o niepodległość umożliwiał stworzenie wielu łamigłówek osadzonych w tym okresie, takich jak zmiana konstytucji, co wpływa na wydarzenia w przyszłości. Zdaniem Grossmana niektóre zadania wymagają wykonania wielu czynności, tylko po to, by osiągnąć niewielki cel stawiany przed bohaterem, co oddaje istotę gier przygodowych. Umiejscowienie części gry w przyszłości pozwoliło twórcom tworzyć zadania bez żadnych historycznych ograniczeń. Grossman i Schafer postanowili przenieść postacie z poprzedniej gry, które ich zdaniem były najbardziej zabawne. Oboje uznali rodzinę Edisona za niezbędną i wybrali Bernarda ze względu na jego charakter. Bernard był uważany za ulubioną postać z Maniac Mansion i wybrano go jako pierwszą postać główną. Pozostali bohaterowie gry, Laverne i Hoagie, byli wzorowani kolejno na meksykańskiej byłej dziewczynie Grossmana i roadie zespołu Megadeth o imieniu Tony, którego Schafer poznał wcześniej. Schafer i Grossman planowali użyć systemu wyboru postaci podobnego do pierwszej gry, ale uznali, że skomplikowałoby to proces projektowania i zwiększyłoby koszty produkcji. Wierząc, że dodaje to niewiele do rozgrywki, usunęli go na początku produkcji i zmniejszyli liczbę postaci sterowanych przez gracza z sześciu do trzech. Usunięte postacie to Razor, muzyczka z poprzedniej gry; Moonglow, niska postać w workowatych ubraniach; Chester, afroamerykański poeta. Pomysł na Chestera przekształcił się w nowych bliźniaków w rodzinie Edisona. Mniejsza liczba postaci pozwoliła zmniejszyć obciążenie silnika gry pod względem skryptów i animacji.
Zespół wspólnie zaprojektował postacie. Najpierw omówiono osobowości postaci, które później Larry Ahern wykorzystał do stworzenia grafik koncepcyjnych. Ahern chciał mieć pewność, że styl artystyczny jest spójny, a projekty postaci zostały opracowane wcześnie, w przeciwieństwie do tego, co stało się podczas prac nad Monkey Island 2, gdzie w późniejszym etapie produkcji do zespołu dołączyli nowi artyści, co skutkowało chaotycznym stylem. Bajki z serii Zwariowane melodie, zwłaszcza Królik sewilski w reżyserii Chucka Jonesa, What’s Opera, Doc? i Kaczki Spryciarze w 24 i połowie wieku stanowiły dużą inspirację. Kreskówkowy styl zapewniał też możliwość stworzenia bardziej widocznych twarzy i pozwalał postaciom na większą ekspresję. Peter Chan zaprojektował tła, poświęcając około dwóch dni na przejście od szkicu koncepcyjnego do końcowej grafiki każdego tła. Chan również wykorzystał Zwariowane melodie jako inspirację przy tworzeniu tła, próbując naśladować styl Jonesa i Maurice’a Noble’a. Podczas produkcji Jones odwiedził zespół, aby skonsultować się z twórcami. Wybór stylu artystycznego zainspirował kolejne pomysły projektantów. Inną inspiracją dla Grossmana był skunks Pepé Le Swąd, który posłużył za pomysł na zagadkę w grze. Artyści spędzili rok na tworzeniu animacji w grze.
Scenariusz został napisany wieczorem, kiedy w biurze było mniej osób. Grossman uważał to za najłatwiejszy aspekt produkcji, ale napotkał trudności podczas pisania z innymi wokół.
Grossman i Schafer regularnie prowadzili rozmowy, aby opracować zagadki dotyczące podróży w czasie i współpracowali z członkami zespołu programistów oraz innymi pracownikami LucasArts. Ich celem było odnalezienie problemów w zagadkach i szukanie rozwiązania tak, aby zagadki pasowały do reszty gry. Większość problemów rozwiązano przed etapem programowania rozgrywki, ale niektóre szczegóły pozostawiono niedokończone do późniejszego opracowania. Pracownicy wymyślili łamigłówki dotyczące wczesnej historii Stanów Zjednoczonych w oparciu o swoją pamięć ze szkoły. Dodatkowo wykorzystali bardziej symboliczne aspekty historii, takie jak ścinanie wiśni przez George’a Washingtona, aby przyciągnąć międzynarodową publiczność. Grossman chodził do biblioteki, gdzie czytał książki opisujące ten okres historyczny i rozmawiał z bibliotekarzami, aby zachować spójność historyczną. Jednocześnie firma skorzystała z licencji twórczej na fakty, pozwalającej na dopasowanie faktów historycznych do projektu gry.
Day of the Tentacle zawiera czterominutową animowaną sekwencję otwierającą, pierwszą w historii gier LucasArts. Ahern zauważył, że ich poprzednie gry kończą się zazwyczaj napisami ze statycznymi obrazkami w tle, które trwają kilka minut, ale zespół Day of the Tentacle był na tyle duży, że obawiali się, że takie podejście będzie nudne dla graczy. Kyle Balda, stażysta w CalArts został przydzielony do stworzenia animowanej sekwencji, a Chan pomagał mu, tworząc minimalistyczne tła do animacji. Pierwotnie ta sekwencja trwała około siedmiu minut i obejmowała trzy postacie przybywające do rezydencji i uwalniające fioletową mackę. Inny projektant LucasArts, Hal Barwood, zasugerował, aby przyciąć animację do połowy, co zostało przyjęte i dodane do gry. Skutkiem tego jest przejęcie kontroli nad postaciami przez gracza zaraz po przybyciu do rezydencji.

### Technologia i dźwięk
Day of the Tentacle wykorzystuje silnik SCUMM opracowany dla Maniac Mansion w 1987 roku. Pracownicy LucasArts stopniowo modyfikowali silnik od momentu jego powstania. Na przykład zmniejszono liczbę komend dostępnych dla gracza, a przedmioty w ekwipunku postaci są reprezentowane przez ikony, a nie tekst. Podczas implementacji animacji projektanci natknęli się na problem, który później został odkryty jako ograniczenie silnika. Dowiedziawszy się o ograniczeniu, Gilbert przypomniał sobie o niewielkim rozmiarze pierwszej gry wykonanej na tym silniku. W efekcie pracownicy postanowili dołączyć Maniac Mansion jako grywalną minigrę.
Day of the Tentacle była pierwszą grą przygodową LucasArts, w której zawarto głosy postaci. W grze nie planowano pierwotnie obsługi głosu, ponieważ w tamtym czasie liczba posiadaczy CD-ROM-u była zbyt mała. Jednakże do końca 1992 roku sprzedaż płyt CD znacznie wzrosła. Dyrektor generalny LucasArts, Kelly Flock, uznając, że gra nie zostanie ukończona na czas przed końcem roku, zasugerował, aby zespół uwzględnił dubbing w grze, dając im więcej czasu.
Tamlynn Barra zarządzała produkcją dubbingu w grze. Schafer i Grossman opisali, jak wyobrażali sobie głosy bohaterów, a Barra przesłuchiwała na podstawie tych kryteriów aktorów głosowych. Barra przedstawiła im najlepsze nagrania. Siostra Schafera, Ginny, uczestniczyła w castingu i została wybrana na pielęgniarkę Ednę, jednak później zrezygnowała z podkładania głosu, aby uniknąć oskarżeń o nepotyzm. Grossman i Schafer napotkali trudności w wyborze głosu dla Bernarda. Aby wspomóc ten proces, Grossman zasugerował, że postać powinna brzmieć jak fikcyjny bohater Les Nessman z programu telewizyjnego WKRP in Cincinnati. Barra odpowiedziała, że zna aktora dubbignującego tę postać, Richarda Sandersa i zaprosiła go do projektu. Wśród zatrudnionych znaleźli się także Denny Delk i Nick Jameson. Każdy z nich dubbingował około pięciu postaci. Nagranie 4500 linii dialogowych odbyło się w Studio 222 w Hollywood. Barra nagrywała aktorów głosowych niezależnie od produkcji dźwięku. Podawała aktorom kontekst dla każdej kwestii i opisywała scenę, aby im pomóc.
Muzykę do gry skomponowali Peter McConnell, Michael Land i Clint Bajakian. Cała trójka pracowała razem, aby po równo podzielić obowiązki komponowania muzyki, tak jak przy wcześniejszych grach: Monkey Island 2 i Fate of Atlantis. McConnell opowiadał, że on sam skomponował większość muzyki rozgrywającej się w teraźniejszości, Land dla przyszłości i Bajakian dla przeszłości, poza tematem dr. Freda dotyczącym przeszłości, który zrobił McConnell. Muzyka została skomponowana z myślą o „kreskówkowej” stylistyce gry, przy czym kompozytorzy znów zaczerpnęli inspirację z cyklu Zwariowane melodie, aby sparodiować klasyczne dzieła muzyczne i zaprojektować konkretne motywy muzyczne dla wszystkich głównych postaci w grze. Wiele z tych motywów, zarządzanych przez interfejs muzyczny iMUSE, musiało uwzględnić różne szybkości przetwarzania komputerów w tamtym czasie; takie motywy musiały zawrzeć krótsze powtarzające się motywy, które miały być odtwarzane podczas przewijania ekranu gry, a gdy ekran znajdował się we właściwym miejscu, muzyka przechodziła w bardziej dramatyczną frazę.
Day of the Tentacle był jedną z pierwszych gier wydanych jednocześnie na CD i dyskietce. Wersję na dyskietki stworzono, aby zadowolić klientów, którzy jeszcze nie kupili napędów CD-ROM. Ten ostatni format ten umożliwił dodanie dialogów. Różnica pojemności między tymi dwoma formatami wymusiła zmiany w wersji na dyskietki. Grossman spędził kilka tygodni, zmniejszając rozmiary plików i usuwając pliki, takie jak dialogi, aby zmieścić grę na sześciu dyskietkach.

## Odbiór
Day of the Tentacle odniósł umiarkowany sukces komercyjny; według redaktorów magazynu „Edge”, do 2009 roku sprzedano około 80 000 egzemplarzy. Tim Schafer uznał ów wynik za dobry w stosunku do swoich wcześniejszych projektów, w tym gier z serii Monkey Island, które okazały się komercyjnymi klapami. Gra została pozytywnie przyjęta przez krytyków. Charles Ardai z „Computer Gaming World” napisał we wrześniu 1993 roku: „Nazwanie Day of the Tentacle kontynuacją Maniac Mansion... to trochę jak nazwanie promu kosmicznego kontynuacją procy”. Podobał mu się humor i interfejs gry, a on sam pochwalił projektantów za usunięcie „ślepych zaułków” i śmierci postaci gracza. Ardai pochwalił aktorów dubbingowych, pisząc, że Mel Blanc, aktor dubbingujący postacie z kreskówek, byłby z nich dumny. Ardai porównał humor, animację i ujęcia kamery do Zwariowanych melodii z lat 40. i 50. Na końcu swojej recenzji zasugerował, że ta gra będzie zabawiać ludzi przez dłuższy czas. W kwietniu 1994 roku redakcja magazynu powiedziała o wersji CD, że występ Sandersa był jednym z jego najlepszych występów, przy czym w podsumowaniu pisała, że Chuck Jones byłby dumny. W maju 1994 roku Mike Weksler powiedział o zestawie multimedialnym dołączonym do wersji CD, że jest w nim więcej zawartości niż w całych pakietach oprogramowania niektórych konkurentów. Sandy Petersen z czasopisma „Dragon” stwierdził, że grafika została stworzona w „zdumiewającym, kreskówkowym stylu”, chwaląc jednocześnie humor i opisując dźwięk i muzykę jako doskonałe. Chociaż recenzent uznał ją za jedną z najlepszych gier przygodowych, zauważył, że podobnie jak wcześniejsza gra LucasArts Loom, Day ot the Tentacle była krótka. W jego odczuciu po zakończeniu gry czuł się oszukany. Recenzję zakończył słowami „Dawaj, Lucasfilm! Zrób to jeszcze raz, ale niech następna gra będzie dłuższa!”.
Phil LaRose z gazety „The Advocate” pisał, że Day of the Tentacle „o lata świetlne” wyprzedza Maniac Mansion, po czym stwierdził, że ulepszone sterowanie, dźwięk i grafika to stopniowy krok w stronę przyjemniejszych wrażeń z gry. Pochwalił interfejs i podsumował grę jako „kolejny z doskonałych programów LucasArts, który kładzie większy nacisk na jakość rozrywki, a mniej na wiedzę techniczną potrzebną do jej uruchomienia”. Geoff Smith z „Boston Herald” zauważył, że animacja kreskówkowych postaci jest porównywalna z tą z telewizji, po czym pochwalił usunięcie ślepych zaułków i możliwości uśmiercenia bohatera. Recenzję podsumował, pisząc: „gra jest pełna szaleństwa, ale każdy, kto lubi beztroskie gry przygodowe, powinien spróbować”. Vox Day z „The Blade” nazwał jej oprawę graficzną dobrze zrobioną i porównał ją do tej z Ren i Stimpy. Pisarz pochwalił humor w grze i powiedział, że zarówno muzyka, jak i efekty dźwiękowe są zabawne; jako jedną z lepszych cech gry przytoczył dubbing Richarda Sandersa. Grę podsumował jako zarówno dobrą grę przygodową, jak i zabawną kreskówkę.
Lim Choon Wee z „New Straits Times” wysoko ocenił humor zawarty w grze, którą nazwał niezwykle zabawną. Krytyk skomentował, że łamigłówki w grze opierają się na metodzie prób i błędów bez jakiejkolwiek logiki, ale wyraził opinię, że gra pozostaje fajna pomimo tego problemu, po czym doszedł do wniosku, że Day of the Tentacle jest zdecydowanie komediową grą roku. Daniel Baum z „The Jerusalem Post” nazwał ją jedną z najzabawniejszych, najbardziej rozrywkowych i najlepiej zaprogramowanych gier komputerowych, jakie kiedykolwiek widział i pochwalił jej animacje. Napisał, że gra zapewniła „bardziej sugestywne doznanie” niż The Secret of Monkey Island czy Monkey Island 2: LeChuck’s Revenge. Redaktor stwierdził, że jedyną wadą gry były wysokie wymagania systemowe i uważał, że aby w pełni docenić grę, potrzebna jest karta dźwiękowa Sound Blaster. W retrospektywnej recenzji Adventure Gamers Chris Remo napisał: „Gdyby ktoś zapytał o kilka przykładów gier, które są przykładem tego, co najlepsze w gatunku przygodówek, Day of the Tentacle z pewnością znalazłby się na szczycie”.
Day of the Tentacle regularnie pojawia się na listach najlepszych gier. W 1994 roku zespół z PC Gamer US określił Day of the Tentacle 46. najlepszą grą komputerową w historii. W czerwcu 1994 roku gra razem z Gabriel Knight: Sins of the Fathers zdobyła nagrodę Adventure Game of the Year „Computer Gaming World”. Redaktorzy napisali, że płynne animacje podkreślają dobrej jakości scenariusz i rozgrywkę ... historia zwyciężyła nad innowacjami technologicznymi dla tego gatunku”. W 1996 roku magazyn umieścił ją na 34. miejscu na liście najlepszych gier wszech czasów, pisząc: „DOTT całkowicie powaliła swojego przodka, Maniac Mansion, dzięki płynnym animacjom, fajnej fabule i świetnemu dubbingowi”. Adventure Gamers zawarło grę na liście 20 najlepszych gier przygodowych w 2004 roku i umieścił go na swoim szóstym top 100 wszech czasów Adventure Games w 2011 roku. Gra pojawiła się na kilku listach IGN. Witryna umieściła ją na 60. i 84. miejscu na liście 100 najlepszych gier odpowiednio w 2005 i 2007 roku. IGN nazwał Day of the Tentacle jedną z 10 najlepszych gier przygodowych LucasArts w 2009 roku i umieścił fioletową mackę na 82. miejscu na liście 100 najlepszych złoczyńców w grach komputerowych w 2010 roku. Redakcja „Computer and Video Games” umieściła ją na 30. miejscu w 2008 roku, a ta z GameSpotu wymieniła Day of the Tentacle jako jedną z najlepszych gier wszech czasów.

## Day of the Tentacle Remastered
Na PlayStation Experience 2014 Schafer ogłosił, że odświeżona wersja Day of the Tentacle jest opracowywana przez jego studio Double Fine Productions. Wersja poprawiona została wydana 22 marca 2016 na PlayStation 4, PlayStation Vita, Microsoft Windows i OS X, z wersją na systemy Linux i z portem mobilnym na iOS wydanymi 11 lipca. Port na Xbox One pojawił się w październiku 2020 roku.
Podczas prac nad grą zarówno LucasArts jak i Disney pomagały w produkcji, co było następstwem zrobionej wcześniej podobnej wersji dla Grim Fandango w styczniu 2015 roku. Schafer powiedział, że kiedy pierwotnie zamierzali zabezpieczyć prawa do Grim Fandango, aby zrobić nową wersję, początkowo nie planowali przerobić innych gier przygodowych LucasArts, ale zapowiedź gry została tak dobrze odebrana, że zespół postanowił zrobić też odnowioną wersję Day of the Tentacle. Schafer określił uzyskanie praw do gry jako cud, chociaż był wspomagany faktem, iż wielu menadżerów w dziale prawnym miało miłe wspomnienia z grania w te gry i pomogli przy zabezpieczaniu praw. Firma 2 Player Productions, która wcześniej współpracowała z Double Fine, aby udokumentować proces tworzenia gry, stworzyła również dokument dla Day of the Tentacle Remastered, który obejmował wizytę na Skywalker Ranch, gdzie pierwotnie powstawały gry LucasArts i gdzie zarchiwizowano większość oryginalnych grafik koncepcyjnych i plików cyfrowych do gry i innych gier przygodowych LucasArts.
Day of the Tentacle Remastered zachowało swoją dwuwymiarową grafikę w stylu kreskówek, przerysowaną w wyższej rozdzielczości dla nowoczesnych komputerów. Modele postaci w wysokiej rozdzielczości zostały zaktualizowane przez zespół kierowany przez Yujina Keima po konsultacji z Ahernem i Chanem. Zespół Keima wykorzystał wiele oryginalnych szkiców postaci i zasobów i naśladował oryginalny styl dodając ulepszenia dla nowoczesnych systemów graficznych. Matt Hansen pracował nad odtworzeniem tła w wysokiej rozdzielczości. Podobnie jak w przypadku remasteru Grim Fandango, gracz może przełączać się między oryginalną grafiką a wersją w wysokiej rozdzielczości. Gra zawiera bardziej uproszczone menu interakcji, koło poleceń podobne do podejścia zastosowanego w Broken Age, ale gracz może zdecydować się na powrót do oryginalnego interfejsu. Ścieżka dźwiękowa gry została przerobiona w ramach MIDI przystosowanego do pracy z systemem iMUSE. Istnieje możliwość wysłuchania komentarzy oryginalnych twórców takich jak: Schafer, Grossman, Chan, McConnell, Ahern i Bajakian. Remaster zawiera w pełni grywalną wersję oryginalnego Maniac Mansion, chociaż nie wprowadzono żadnych ulepszeń do tej gry.
Day of the Tentacle Remastered otrzymała pozytywne recenzje, a wersja na komputery PC uzyskała łączny wynik recenzji 87/100 liczony przez Metacritic. Recenzenci ogólnie chwalili grę za to, że nie straciła swojego uroku od czasu pierwszego wydania, ale niektóre aspekty remasteringu uznali za słabe. Richard Corbett z redakcji serwisu Eurogamer stwierdził, że gra jest „w każdym calu tak dobrze wykonana, jak w 1993 roku”, ale jego zdaniem szata graficzna w wyższej rozdzielczości, pokazuje problemy oryginalnej grafiki 16-bitowej z 1993 roku, takie jak rozpraszanie tła i niska liczba klatek na sekundę podczas animacji. Jared Petty z IGN również stwierdził, że po latach gra nadal jest przyjemna, a poprawa oprawy graficznej wyszła jej na dobre. Jednocześnie obawiał się, że brak systemu podpowiedzi, jaki został dodany w nowej wersji The Secret of Monkey Island może zniechęcić nowych graczy do gry. Bob Mackey pisząc dla USgamer zauważył, że „podczas gdy poprzednie odnowione gry przygodowe pokazały, jak bardzo zmieniły się oczekiwania graczy od czasów gier przygodowych w latach 90., Day of the Tentacle Remastered wznosi się ponad te problemy, aby stać się grą absolutnie ponadczasową”.